# Baphia letestui
Baphia letestui är en ärtväxtart som beskrevs av François Pellegrin. Baphia letestui ingår i släktet Baphia och familjen ärtväxter. Inga underarter finns listade i Catalogue of Life.